# Люппи
Люппи́ (фр. Luppy) — коммуна на северо-востоке Франции, регион Гранд-Эст (бывший Эльзас — Шампань — Арденны — Лотарингия), департамент Мозель. Входит в кантон Панж.

## Географическое положение

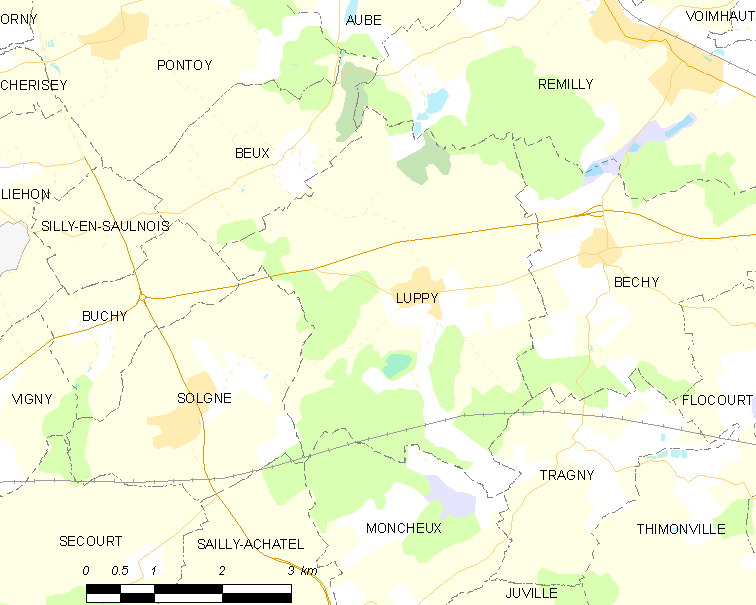
Люппи на карте Франции.

Люппи расположен в 300 км к востоку от Парижа и в 20 км к юго-востоку от Меца.

## История
- Деревня входила в мессинские земли (регион Сольнуа).
- Бывшее владение кафедрального собора Меца.

## Демография
По переписи 2012 года в коммуне проживало 574 человека.

## Достопримечательности
- Руины замка.

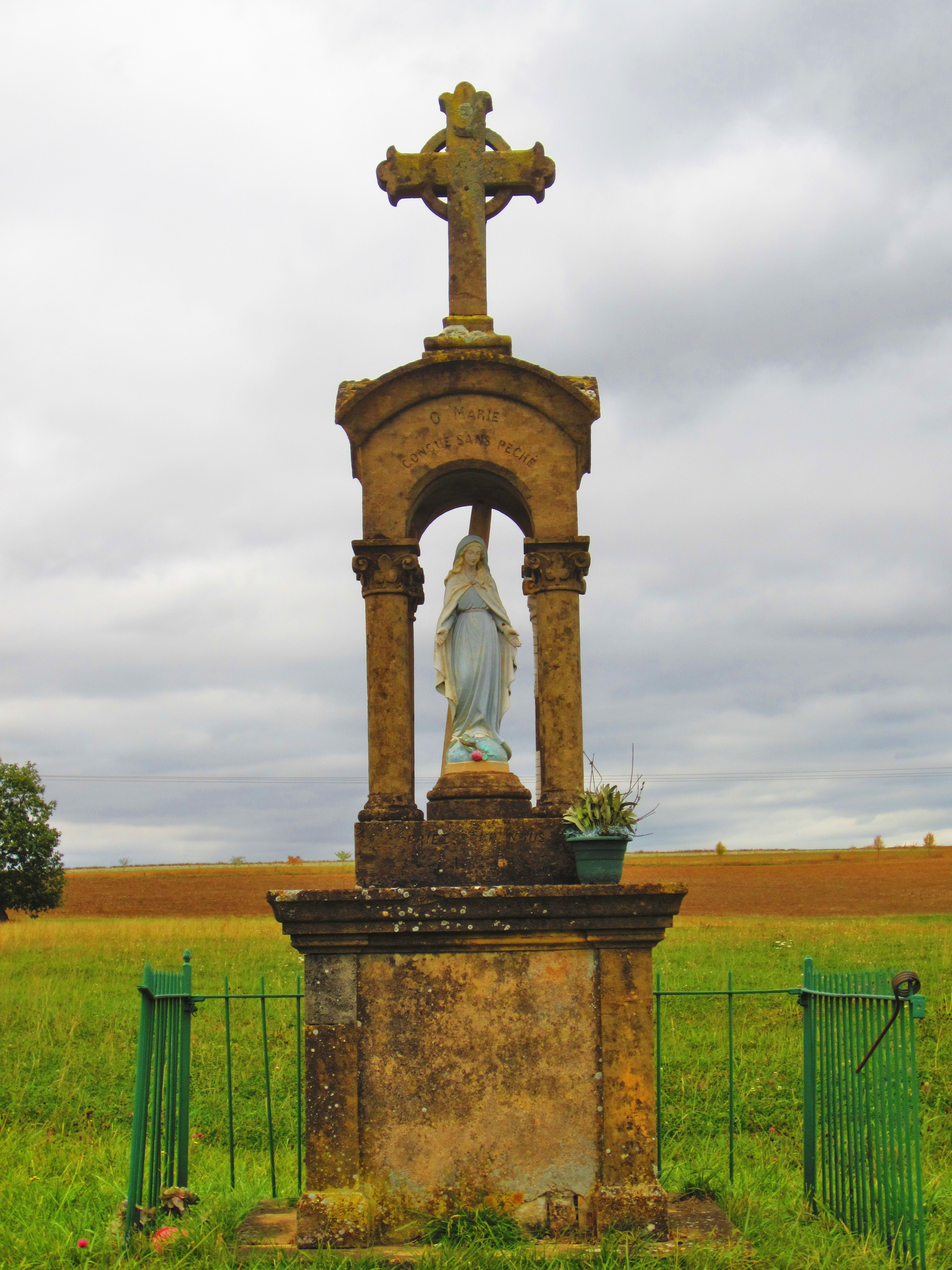
Ораторий девы Марии.

- Монументы павшим. Наиболее значительный из них — монумент павшим во время Первой мировой войны у церкви Сен-Жак.
- Церковь Сен-Жак, 1841.
- Ораторий девы Марии.